# Гандольфо Бранкалеоне, Антонио
Антонио Гандольфо Бранкалеоне (итал. Antonino Gandolfo Brancaleone; 24 апреля 1820 года, Катания, королевство Обеих Сицилий — 6 июня 1888 года, Катания, королевство Италия) — итальянский композитор, сторонник Рисорджименто.

## Биография
Антонио Гандольфо родился 24 апреля 1820 года в Катании, в королевстве Обеих Сицилий у ювелира Сальваторе Гандольфо и Анны Бранкалеоне. Его кузена, художника тоже звали Антонио Гандольфо, поэтому позднее композитор к фамилии отца добавил фамилию матери. Особое участие в жизни племянника принимал его дядя Джузеппе Гандольфо, известный живописец, который, заметив в нём музыкальные способности, помог ему получить музыкальное образование. Сначала будущий композитор учился игре на органе и клавесине у Сальваторе Паппалардо в Катании, затем обучался музыке в Палермской консерватории у Пьетро Раймонди и Винченцо Абателли, вместе с Пьетро Платания и Розарио Спедальери.
По просьбе всё того же дяди муниципалитет Катании направил его в Неаполь для продолжения образования. В Неаполе Антонио Гандольфо Бранкалеоне поступил в консерваторию Сан Пьетро а Маджелла, где обучался гармонии и контрапункту у Саверио Меркаданте и Джакомо Корделлы. В 1838 году «Симфонией ре мажор» (итал. Sinfonia in Re Maggiore) в муниципальном театре Катании состоялся его дебют как композитора. Сочинение имело успех у публики. Ещё больший успех имела его первая опера «Султан, или Мехмет II» (итал. Il Sultano, o Maometto II) по либретто Энрико Кордаро, написанная композитором в 1847 году. В 1850 году она была впервые поставлена на сцене того же муниципального театра Катании, а в 1854 году на сцене театра Сан-Карло в Неаполе. В последней постановке главные партии исполняли тенор Эмилио Панкани и сопрано Карлотта Карроцци-Цукки. Этим сочинением композитор заслужил всеобщее признание у публики и критики.
2 января 1851 года Антонио Гандольфо Бранкалеоне женился на Терезе Леонарди, с которой уже много лет его связывала дружба и переписка. Брак оказался успешным, но бездетным. В эти годы им были написаны гимн «Альфонсо Великодушный» (итал. n Inno ad Alfonso il Magnanimo) ко дню рождения Фердинандо I, короля обеих Сицилий и, ныне утраченные, оратории «Поражение ассирийцев» (итал. La disfatta dregli Assiri) и «Освобожденный Иерусалим» (итал. Gerusalemme liberata).
Смерть дяди в 1855 году заставила его вернуться в Катанию, где он был принят на место директора муниципального театра. В 1859 году премьера его второй оперы «Екатерина де Гиз» (итал. Caterina di Guisa) по либретто Феличе Романо тоже была восторженно принята публикой. Однако вскоре композитор был вынужден оставить Сицилию и скрываться на Мальте из-за своих ирредентистских убеждений. В это время, лишённый поддержки и наследства со стороны отца, он зарабатывал на жизнь, давая частные уроки музыки.
После объединения Италии, Антонио Гандольфо Бранкалеоне вернулся в родной город, где продолжил композиторскую и педагогическую деятельность. В это время им были написаны «Симфония на открытие памятника Винченцо Тедески» (итал. Sinfonia Inaugurazione) и «Похоронный марш» (итал. Marcia funebre), который, вместе с произведениями Пьетро Антонио Копполы, Пьетро Платания и Мартино Фронтини, исполнялся во время перенесения останков Винченцо Беллини из Парижа в Катанию в 1876 году. В 1880 году он переработал партитуру своей оперы «Султан, или Мехмет II». Его последняя опера «Анджело Малипьери» (итал. Angelo Malipieri) по либретто Пьетро Мобилии осталась не завершённой.
В последние годы жизни композитора прошли в обществе супруги и племянника Джованни Леонарди, который также был музыкантом и композитором. Антонио Гандольфо Бранкалеоне умер 6 июня 1888 года в Катании в крайней бедности и был похоронен за счёт муниципалитета и близких друзей.

## Творческое наследие
Творческое наследие композитора включает 3 оперы, произведения для вокала и сочинения церковной и камерной музыки.